# Lijst van nummer 1-hits in Spanje in 2015
Deze hits stonden in 2015 op nummer 1 in de Spaanse Single Top 50, later Top 100, de bekendste hitlijst in Spanje.
| Datum        | Artiest                      | Titel               |
| ------------ | ---------------------------- | ------------------- |
| 4 januari    | David Guetta & Sam Martin    | Dangerous           |
| 11 januari   | David Guetta & Sam Martin    | Dangerous           |
| 18 januari   | David Guetta & Sam Martin    | Dangerous           |
| 25 januari   | Mark Ronson & Bruno Mars     | Uptown funk!        |
| 1 februari   | Mark Ronson & Bruno Mars     | Uptown funk!        |
| 8 februari   | Mark Ronson & Bruno Mars     | Uptown funk!        |
| 15 februari  | Mark Ronson & Bruno Mars     | Uptown funk!        |
| 22 februari  | Ellie Goulding               | Love me like you do |
| 1 maart      | Ellie Goulding               | Love me like you do |
| 8 maart      | Nicky Jam & Enrique Iglesias | El perdón           |
| 15 maart     | Nicky Jam & Enrique Iglesias | El perdón           |
| 22 maart     | Nicky Jam & Enrique Iglesias | El perdón           |
| 29 maart     | Nicky Jam & Enrique Iglesias | El perdón           |
| 5 april      | Nicky Jam & Enrique Iglesias | El perdón           |
| 12 april     | Nicky Jam & Enrique Iglesias | El perdón           |
| 19 april     | Nicky Jam & Enrique Iglesias | El perdón           |
| 26 april     | Nicky Jam & Enrique Iglesias | El perdón           |
| 3 mei        | Nicky Jam & Enrique Iglesias | El perdón           |
| 10 mei       | Nicky Jam & Enrique Iglesias | El perdón           |
| 17 mei       | Nicky Jam & Enrique Iglesias | El perdón           |
| 24 mei       | Nicky Jam & Enrique Iglesias | El perdón           |
| 31 mei       | Nicky Jam & Enrique Iglesias | El perdón           |
| 7 juni       | Nicky Jam & Enrique Iglesias | El perdón           |
| 14 juni      | Nicky Jam & Enrique Iglesias | El perdón           |
| 21 juni      | Nicky Jam & Enrique Iglesias | El perdón           |
| 28 juni      | Nicky Jam & Enrique Iglesias | El perdón           |
| 5 juli       | Nicky Jam & Enrique Iglesias | El perdón           |
| 12 juli      | Gente de Zona & Marc Anthony | La gozadera         |
| 19 juli      | Gente de Zona & Marc Anthony | La gozadera         |
| 26 juli      | Gente de Zona & Marc Anthony | La gozadera         |
| 2 augustus   | Gente de Zona & Marc Anthony | La gozadera         |
| 9 augustus   | Gente de Zona & Marc Anthony | La gozadera         |
| 16 augustus  | Gente de Zona & Marc Anthony | La gozadera         |
| 23 augustus  | Gente de Zona & Marc Anthony | La gozadera         |
| 30 augustus  | Gente de Zona & Marc Anthony | La gozadera         |
| 6 september  | Gente de Zona & Marc Anthony | La gozadera         |
| 13 september | Gente de Zona & Marc Anthony | La gozadera         |
| 20 september | Gente de Zona & Marc Anthony | La gozadera         |
| 27 september | J Balvin                     | Ginaza              |
| 4 oktober    | J Balvin                     | Ginaza              |
| 11 oktober   | Cali & El Dandee             | Por fin te encontré |
| 18 oktober   | Cali & El Dandee             | Por fin te encontré |
| 25 oktober   | Cali & El Dandee             | Por fin te encontré |
| 1 november   | Adele                        | Hello               |
| 8 november   | Adele                        | Hello               |
| 15 november  | Adele                        | Hello               |
| 22 november  | Adele                        | Hello               |
| 29 november  | Adele                        | Hello               |
| 6 december   | Adele                        | Hello               |
| 13 december  | Adele                        | Hello               |
| 20 december  | Adele                        | Hello               |
| 27 december  | Adele                        | Hello               |